# 코리아에셋투자증권
코리아에셋투자증권은 증권회사이다. 주요 사업은 유가증권 매매, 유가증권 위탁매매, 유가증권 인수, 유가증권매매 중개, 증권저축 등이다.

## 연혁
- 2000년 1월 : 코리아RB증권 설립
- 2000년 2월 : 증권중개업 인가(금융감독위원회)
- 2012년 4월 : 본사 및 영업부 여의도 이전
- 2013년 1월 : 대표이사 사장 기동호 취임, 회사명 변경(코리아에셋투자증권), 케이앤케이드림파트너스PEF로 최대주주 변경
- 2013년 12월 : 채무증권[인수포함] 투자매매업 금융위원회 인가 취득
- 2014년 1월 : 한국거래소 결제회원 가입
- 2014년 10월 : 가평군 설악면 소재 초롱이둥지마을과 1사 1촌 자매결연 체결
- 2014년 12월 : 일본 GI Capital Management사와 포괄적 업무 협력 MOU 체결
- 2015년 4월 : 중소벤처기업금융센터 개설, K-OTCBB 시장 참여
- 2016년 3월 : 온라인소액투자중개업자 금융위 등록
- 2016년 4월 : 중기특화 금융투자회사 금융위 지정
- 2016년 6월 : 한국거래소 M&A중개망 참여 증권사 선정, 신기술사업금융업 금융위 등록
- 2016년 8월 : 전문사모집합투자업 금융위 등록
- 2017년 6월 : 김은섭 각자 대표이사 취임
- 2018년 5월 : 중기특화 금융투자회사 금융위 재지정
- 2018년 12월 : 투자자문업 금융위 등록
- 2019년 6월 : 사외이사 신규 선임(황영기, 김태훈)
- 2019년 11월 : 한국거래소 코스닥시장 신규 상장